# Palawanspindeljägare
Palawanspindeljägare (Arachnothera dilutior) är en fågel i familjen solfåglar inom ordningen tättingar.

## Utseende och läte
Palawanspindeljägaren är en medelstor tätting med mycket lång och nedåtböjd näbb. Den är gråaktig på huvud och rygg, olivgrön på vingarna, ljusgrå på strupe och bröst och ljusgul på buken. Noterbart är även en gul ögonring och vita spetsar på undersidan av stjärten. Arten liknar barkindad spindeljägare, men är mindre och ljusare. Den är även lik honor av flera solfågelarter, men är större med längre näbb. Bland lätena hörs vassa och nasala "rek!".

## Utbredning och systematik
Fågeln förekommer enbart på Palawan i sydvästra Filippinerna. Den behandlas som monotypisk, det vill säga att den inte delas in i några underarter. Vissa betraktar den som underart till mindre spindeljägare.

## Levnadssätt
Palawanspindeljägaren hittas i skogar och skogsbryn i låglänta områden och lägre bergstrakter, där den har en förkärlek för bananplantor.

## Status
Trots det begränsade utbredningsområdet och att den tros minska i antal anses beståndet vara livskraftigt av internationella naturvårdsunionen IUCN. 